# Kamennaja Bałka
Kamennaja Bałka, Каменная балка – rzeka i  kompleks stanowisk o charakterze otwartym znajdujący się w basenie Morza Azowskiego.